# Ectropis strigularia
Ectropis strigularia là một loài bướm đêm trong họ Geometridae.